# A’nyêmaqên
A’nyêmaqên (Amne Maczin, Amne Maczen; chiń. 阿尼玛卿山; pinyin Ānímǎqīng Shān; tyb.: ཨ་མྱེས་རྨ་ཆེན, Wylie: a myes rma chen, ZWPY: A’nyêmaqên) – pasmo górskie w środkowych Chinach, w prowincji Qinghai, stanowiące przedłużenie wschodniego Kunlunu. Najwyższym szczytem jest Maqên Gangri (6282 m n.p.m.). Przez północno-wschodnią część pasma przepływa rzeka Huang He.